# 눈깜박임 조건화
눈깜박임 조건화(eyeblink conditioning; EBC)는 학습과 기억의 기초가 되는 신경 구조와 메커니즘을 연구하는 데 광범위하게 사용되어 온 고전적 조건화의 한 형태이다. 절차는 상대적으로 간단하며 일반적으로 청각 또는 시각 자극(조건 자극(conditioned stimulus; CS))과 눈 깜박임을 유발하는 무조건 자극(unconditioned stimulus; US)(예: 각막에 공기를 살짝 불어넣거나 가벼운 충격)을 결합하는 것으로 구성된다. 순진한 유기체는 초기에 미국 발병 이후에 반사적이고 무조건 반응(unconditioned response; UR)(예: 눈 깜박임 또는 순막 확장)을 생성한다. 많은 CS-US 페어링 후에는 학습된 깜박임 또는 조건 반응(conditioned response; CR)이 발생하고 US 발병에 앞서 연관이 형성된다. 학습의 규모는 일반적으로 CR을 초래하는 모든 CS-US 시험(trial) 쌍의 비율로 측정된다. 최적의 조건에서 잘 훈련된 동물은 높은 비율의 CR(> 90%)을 생성한다. 눈 깜박임 CR 학습에 필요한 조건과 이를 지배하는 생리학적 메커니즘은 생쥐, 쥐, 기니피그, 토끼, 흰 족제비, 고양이 및 인간을 포함한 많은 포유류 종에 걸쳐 연구되었다. 역사적으로 토끼는 가장 인기 있는 연구 대상이었다.

## 같이 보기
- 소뇌
- 안뜰눈반사 (vestibulo-ocular reflex, 전정안구반사)